# George Dossin
Georges Gilles Joseph Dossin (Wandre, 4 febbraio 1896 – Liegi, 8 dicembre 1993) è stato un archeologo, assiriologo e storico dell'arte belga.

## Biografia
Studiò a Liegi e Parigi, allievo di Jules Prickartz conseguei la laurea in filologia classica nel 1921 e di storia e letteratura orientale nel 1923.

Dal 1924 al 1945 tenne lezioni sulla storia dell'Asia minore all'Istituto Reale di Storia dell'Arte ed Archeologia di Bruxelles e, nello stesso periodo, insegnò in vari corsi nel campo della storia e dell'archeologia all'Università di Liegi (dal 1924 al 1935); corsi di lingua accadica presso l'Istituto degli Studi Superiori del Belgio a Bruxelles (dal 1929 al 1939), e corsi di storia orientale e lingua assira e babilonese all'Università Libera di Bruxelles (dal 1935 al 1941)
.

Dopo la seconda guerra mondiale continuò a lavorare come docente presso l'Istituto degli Studi Superiori del Belgio 8dal 1945 al 1955) ed all'Università Libera di Bruxelles (dal 1946 al 1951) ed al contempo lavorando come professore di assiriologia e grammatica comparata delle lingue semitiche presso l'Università di Liegi.

Sotto la direzione di François Thureau-Dangin, partecipò agli scavi archeologici ad Arslan Tash (nel 1928) e nel nord della Siria e, finalmente, con André Parrot presso il sito di Mari, per molti anni (dal 1937 al 1939 e dal 1951 al 1953).

A Dossin si deve il merito della decifrazione di migliaia di antiche tavolette.
Fu membro dell'Accademia Reale delle Scienze, della Letteratura e delle Belle Arti del Belgio e membro corrispondente straniero dell'Académie des inscriptions et belles-lettres francese (nel 1944). Con l'archeologo francese François Thureau-Dangin fu cofondatore della rivista Rencontres Assyriologiques.

## Pubblicazioni più importanti
- (FR) George Dossin, Autres Textes Sumeriens Et Accadiens, in Memoires De La Mission Archeologique De Perse, XVIII, Ministere De L'instruction Publique Et Des Beaux-Arts, 1927..
- (FR) François Thureau-Dangin, George Dossin e Maurice Donand, Arslan-Tash, in Bibliothèque archéologique et historique, XVIII, P. Geuthner, 1931..
- (FR) George Dossin, Lettres de la première dynastie babylonienne, in Textes cunéiformes, XVIII, P. Geuthner, 1934..
- (FR) François Thureau-Dangin, Maurice Donand e George Dossin, Til-Barsib, XXIII, Haut-Commissariat de la République Française en Syrie et au Liban. Service des Antiquités. Bibliothèque archéologique et historique, 1936..
- (FR) George Dossin, Benjaminites dans les textes de Mari, 1939..
- (FR) George Dossin, Archives royales de Mari. URL consultato il 1º maggio 2018 (archiviato dall'url originale il 2 ottobre 2018)..